# Ракија од аниса
Ракија од аниса (раки, тур. rakı — „ракија”), у Северној Македонији и Србији познатија као анасонка, је јако алкохолно пиће на бази мириса аниса, односно анетола, главног састојка биљке анис. У свету постоји велики број пића код којих је мирис анетола доминирајући, међу којима је и раки. Први познати подаци о анису датирају из 3. века п. н. е, у једном рецепту против куге у Месопотамији, а касније у медицини Арабљана за третирање ишијаса.

## Историја аниса
У Европи до почетка 19. века, анис се помало користио као медицинска биљка и за ароматизовање колача у посластичарству, као и неким ликерима који су имали име анисет. Посебно се радо конзумирао у Шпанији превентивно изјутра против стомачних обољења, под именом анесон. У Италији најпознатији ликер на бази аниса је самбука, која се пије на крају обеда. У Грчкој од овог пића најпознатији је оузо, у Турској раки, у Сирији и Либану арак. У Османском царству, до 19. века, у великој количини се конзумирало вино. Међутим, због верских начела морала је да се смањи конзумација вина, па се раки користила као главно пиће уз оброке. У то време, ракија која се правила уз додатак грожђа добила је назив дуз раки (тур. düz rakı — „права ракија”). Прва производња ракије у Турској после пада Османског царства је била 1944. године у Измиру. Исте године је почела производња ракије уз додатак меласе која је ракији дала горак укус и названа је Јени Раки (тур. Yeni Rakı — „Нова Ракија”). Данас постоје разни брендови ракије од аниса која је у Турској веома позната.

## Производња
У производњи јаких алкохолних пића од аниса се користи рафинисани етанол, као основна неутрална сировина, јер се она лакше ароматизује, а арома је чиста и фина. У основи, ракија од аниса се производи на два начина:
- хладним поступком
- топлим поступком[1]

### Производња топлим поступком
За производњу по топлом поступку у тело апарата са ракијом од аниса стављају се плодови аниса, па се после дводневне мацерације заједно дестилишу. Када се користе апарати за једнократну дестилацију, аромати се стављају у посебан додатак кроз који пролазе алкохолно водне паре, који извлаче ароматичне састојке.

### Производња хладним поступком
Производња по хладном поступку је нешто једноставнија — тако што се анетола и етарско уље других аромата додаје у ракију са концентрацијом етанола 45—50%. Ракија произведена по хладном поступку је мање квалитетна и мање ароматична.
На крају се у ракију додаје шећерни сируп који омекшава укус.

## Анис
Анис (лат. Pimpinella anisum L.-Umbellifeae) је једногодишња зељаста гајена биљка висока 20—60 центиметара. Цветови су ситни, бели и удружене у штитасте цвасти. Користе се осушени, зрели плодови. Плод је крушкастог облика дужине 4—5 милиметара, састављен од два плодника који су обично спојени и сваки има по 5 ребара. У перикарпу има много масноћа са етарским уљем. Анис садржи 1,5—5% етарског уља, око 10% масног уља, 20% беланчевина и шећера. Анисово уље се добија дестилацијом помоћу водене паре из самлевених зрелих плодова. Ово уље има 80—90% анетола, који му даје сладак укус и карактеристичан пријатан благ мирис. Анис је врло јаког пријатног ароматичног мириса на анетол и слатког, ароматичног укуса. Анис и његово уље имају разноврсну употребу: у изради медикамената, зубних пасти, у кондиторској и прехрамбеној индустрији и посебно за производњу- ароматизовање разних алкохолних пића. Анис под називом анасон гаји се и у Северној Македонији и јужној Србији.

## Конзумирање ракије од аниса
У Турској, Раки се пије уз храну која се назива мезе (џем од парадајза са љутим папричицама, салата од першуна, парадајза, црног лука и зелене паприке исецканих на ситне комадиће). Раки се обично конзумира разређена водом и тада она добије млечно белу боју. Бела боја мешавине је знак да је ракија произведена по топлом поступку. Уколико се приликом додатка воде формира бледо бела боја напитка, тада се тумачи да је ракија произведена хладним поступком.

## Слична пића
У Македонији се са анисом такође прави и жестоко алкохолно пиће мастика, коју не треба мешати са анасонком јер се током производње мастике користи смола мастикс, смола једне врсте пистаћа преко које тече дестилат током дестилације, а која пићу даје специфичан укус.